# Aptandra
Aptandra es un género de plantas con flores con siete especies pertenecientes a la familia de las olacáceas.

## Especies
- Aptandra benthamiana Miers.
- Aptandra caudata A.H.Gentry & R.Ortiz.
- Aptandra gora Hua.
- Aptandra liriosmoides Spruce ex Miers.
- Aptandra spruceana Miers.
- Aptandra tubicina Benth. ex Miers.
- Aptandra zenkeri Engl..